# Augustus Leopold Kuper
Augustus Leopold Kuper GCB (1809 - 1885) was een Britse admiraal.
Hij nam in 1823 dienst in de marine en nam in 1841 deel aan de Eerste Opiumoorlog en de bombardementen van Kanton.
In 1861 viel de inmiddels tot Schout-bij-nacht en bevelhebber van de vloot in China en Oost-Indië bevorderde Kuper de feodale heerser van Satsuma in Japan aan om hem tot het betalen van 25000 pond schadevergoeding aan de vier Britse slachtoffers van het incident dat men de "Richardson Affair" noemt te dwingen. Vijfhonderd Japanse huizen werden in brand geschoten en de Britten verloren elf man bij het wreken van de dood van Charles Lennox Richardson.
In 1864 voerde Kuper het bevel over een vloot waarvan ook Nederlandse schepen onder de François de Casembroot deelnamen. Amerikaanse, Britse, Franse en Nederlandse schepen dwongen onder zijn bevel de Japanners de Straat van Shimonoseki voor de scheepvaart te openen. Deze gebeurtenis staat bekend als het Bombardement van Shimonoseki. 
Koning Willem III benoemde de inmiddels tot admiraal gepromoveerde Parker op 25 februari 1865 tot Commandeur in de Militaire Willems-Orde.

## Militaire loopbaan
- Midshipman: 19 april 1823[2]
- Lieutenant: 20 februari 1830[3][4]
- Commander: 27 juli 1839[3][4]
- Captain: 8 juni 1841[3][4]
- Rear Admiral: 29 juli 1861[3][4]
- Tijdelijke bevordering naar Vice Admiral: 1862[5]
- Vice Admiral: 6 april 1866[3][4]
- Admiral: 2 juni 1869 - 20 oktober 1872[3][4]
- Pensioen: 1876[3]

## Decoraties
- Lid in de Orde van het Bad op 21 januari 1842[3][4]
- Ridder Commandeur in de Orde van het Bad op 25 februari 1864[3][4]
- Ridder Grootkruis in de Orde van het Bad op 2 juni 1869[3][4]
- Commandeur in de Militaire Willems-Orde